# Te Waimate Mission

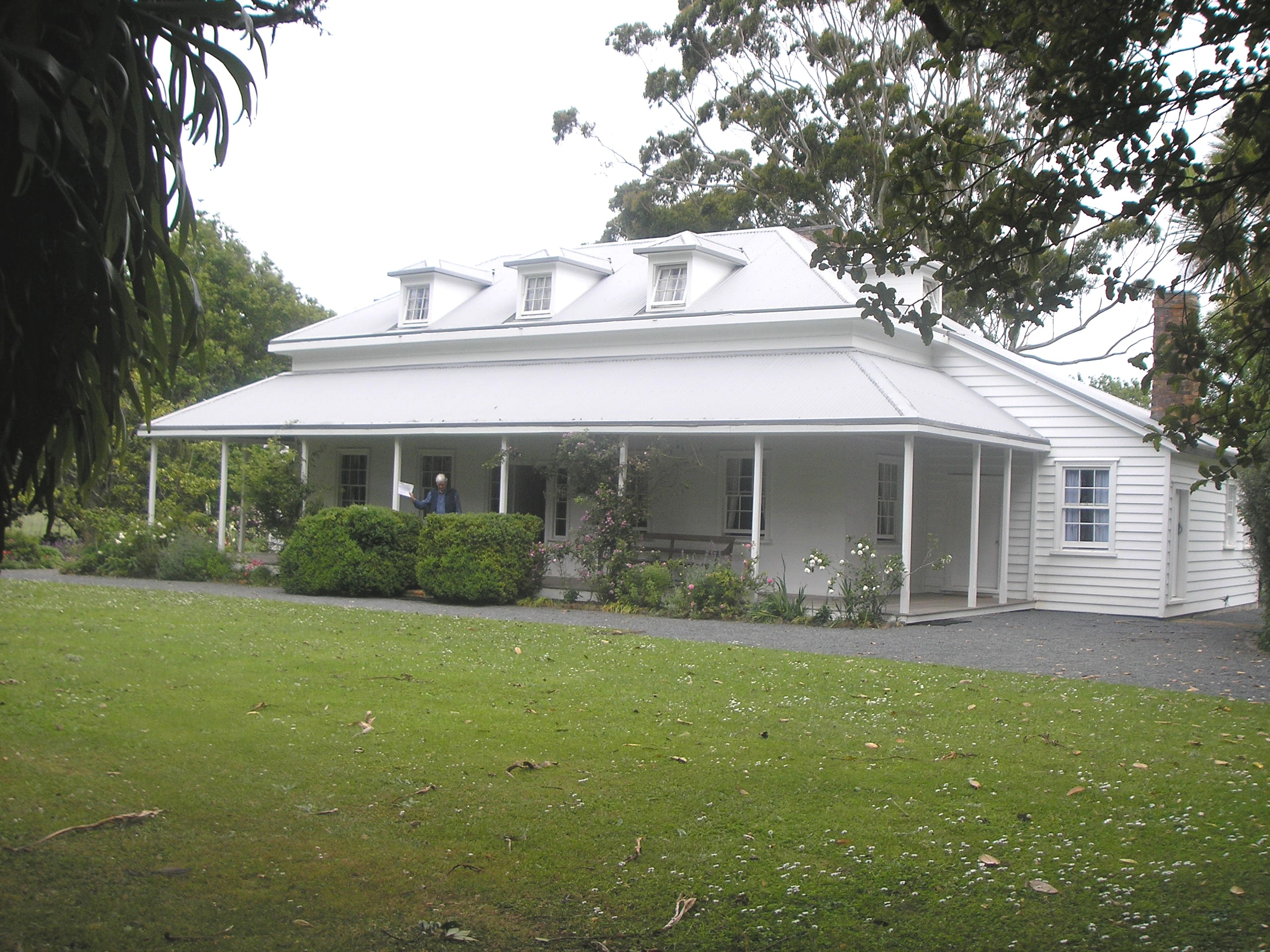
George Clark’s Wohnhaus

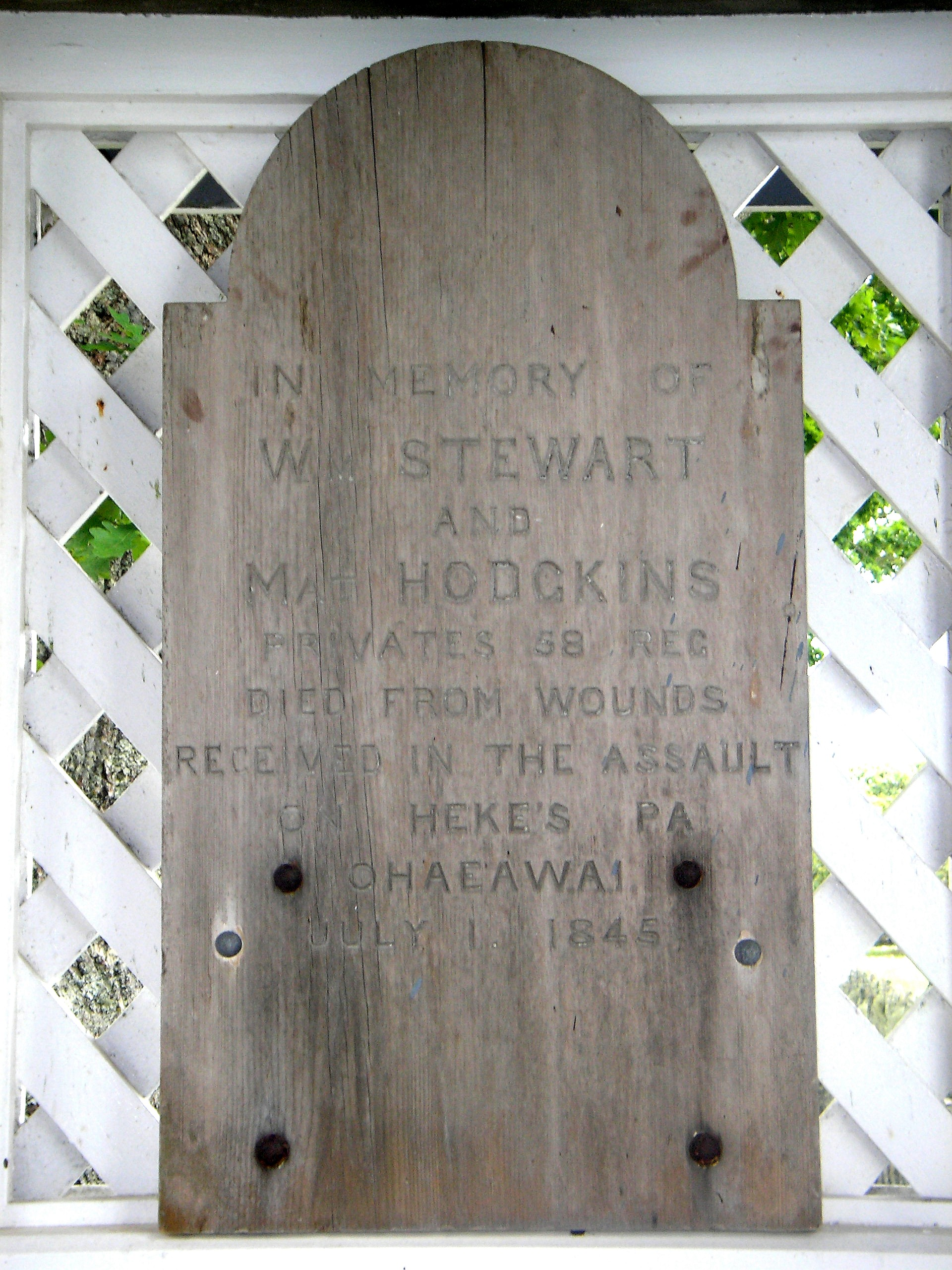
Hölzerner Grabstein für zwei der bei Ohaeawai gefallenen britische Soldaten

Die Te Waimate Mission war eine der ersten Ansiedlungen der Europäer in Neuseeland. Sie befindet sich in Waimate North im  Far North District in der Bay of Islands.
Auf Anregung von Samuel Marsden wurde von der britischen Church Missionary Society ein Musterdorf für die Māori errichtet. Das Land dafür wurde nach dem Girls War 1830 vom Iwi Ngāpuhi erworben.  
Das Dorf umfasste drei Holzhäuser für die Familien der Missionare, Unterkünfte für die Māori, eine Getreidemühle, eine Tischlerei, Ziegelei, Schmiede, Schule und eine Kirche. Marsden hoffte, in der Station Māori zu europäisieren, gleichzeitig sollte die Mission Profit abwerfen. Dazu wollte man Güter zum Verkauf an europäische Schiffe herstellen und europäische Waren an die Māori verkaufen. Als Handelsplatz sollte der Stone Store in Kerikeri dienen.  
Die Idee, Māori unter kontrollierten Bedingungen im Sinne der europäischen Kultur umzuerziehen, wobei die Schüler mit ihrer Arbeitskraft auch noch die Mittel dazu erwirtschaften sollten, zog nur wenige Māori an. Daher wurden die Aktivitäten der Missionsstation nach und nach reduziert.
Am 10. Februar 1840 erlangte sie noch einmal historische Bedeutung, als hier die zweite Runde der Unterzeichnung des Vertrages von Waitangi stattfand.
Einige der Gebäude wurden von 1842 bis 1844 von Bischof George Augustus Selwyn als anglikanisches theologisches St John’s College genutzt, das 1844 jedoch nach Auckland umzog. Die Mission wurde im Flagstaff War von 1845 von britischen Soldaten als Stützpunkt genutzt. Einige Gefallene der Schlacht von Ohaeawai sind hier begraben. Versuche, die Mission nach dem Krieg wieder aufleben zu lassen, schlugen fehl. Daher wurden die Gebäude verkauft.
Das einzige erhaltene Gebäude ist das damalige Wohnhaus von George Clarke, das Mission House. Es wurde vom New Zealand Historic Places Trust am 23. Juli 1983 unter der Registriernummer 3 als Baudenkmal der Kategorie 1 registriert und wird von ihm als Museum betrieben.
Ein anderes Haus der Missionsstation wurde umgesetzt und ist heute Teil des Butler Point Whaling Museum.